# Walery Wacław Wołodźko
Walery Wacław Wołodźko pseud. Sahi-bej oraz Wacław Koszczyc (ur. 1831, zm. 8 kwietnia 1904) – polski prozaik, działacz polityczny i inżynier.

## Biografia
Pochodził z rodziny ziemiańskiej. Początkowo służył w armii carskiej jako oficer. Po wybuchu powstania styczniowego przeszedł na stronę powstańców. Walczył jako dowódca oddziału na obszarze dzisiejszej Białorusi. Po klęsce powstania udał się do Turcji, gdzie przebywał siedem lat i pracował jako inżynier dróg i mostów. W 1870 osiadł we Lwowie. Współpracował z pismami galicyjskimi i warszawskimi, równocześnie działał w konspiracji niepodległościowej. Był jednym z założycieli Konfederacji Narodu Polskiego oraz Związku Narodu Polskiego. Zmarł w nędzy. Został pochowany na Cmentarzu Łyczakowskim we Lwowie. Był autorem licznych powieści, opowiadań oraz zbeletryzowanych wspomnień z czasów powstania (W ogniu walki, Wybrańcy losu).

## Twórczość wybrana[4]
- Wschód: Ze Stambułu do Angory[6] (1874)
- Praca Syzyfa (1876)
- Wybrańcy losu (1882)
- Ład Boży (1882)
- Krwawy dorobek (1884)
- Gwiazda przewodnia (1884)
- Z tajemnic Wschodu, obrazki i szkice[7] (1886)